# Kilfinane
Kilfinane (irisch Cill Fhionáin, wörtlich übersetzt Kirche des Heiligen Finnian) ist eine kleine Stadt mit 757 Einwohnern (Stand 2022) im irischen County Limerick in der Provinz Munster.

## Lage
Kilfinane liegt etwa 35 Kilometer südsüdöstlich von Limerick und wird von den Ballyhoura Mountains umgeben. Durch die Ortschaft führt die R517 von Mitchelstown kommend nach Kilmallock. Nördlich der Siedlung fließt der Loobagh River. Durch die Ortschaft führt der Ballyhoura Way, einem Wanderweg von St. John’s Bridge im County Cork nach Limerick.

## Geschichte
Kilfinane wird von zahlreichen frühgeschichtlichen Bauwerken umgeben. Darunter sind die Cush Earthworks und die Motte von Kilfinane zu nennen.
Das 1760 errichtete Market House steht nur noch in Ruinen.
Im November 2012 wurde Kilfinane durch eine örtliche Posse zu einiger Berühmtheit. Bei einem Schulneubau stritten sich der Generalunternehmer mit seinen Subunternehmern. Diese beseitigten an der bereits fertiggestellten Schule die Elektro- und Wasserverbindungen. Daraufhin belagerten die Eltern der Schüler die Baustelle.

## Sehenswürdigkeiten
- katholische Kirche von George Ashlin
- Staker Wallace Memorial
- Motte von Kilfinane

## Persönlichkeiten
- Staker Wallace (1733–1798), lokale Figur der Society of United Irishmen
- Denis Carey (1872–1947), Hammerwerfer
- Patrick Quinlan (1919–2001), Politiker und Physiker
- Daniel Joseph Mullins (1929–2019), römisch-katholischer Bischof von Menevia (1987–2001)
- Gabriel Rosenstock (* 1949), Autor und Journalist